# پاکونیشی مادرزادی
پاکونیشی مادرزادی یا پاکونیشیا کانژنیتا (به انگلیسی: Pachyonychia congenita)
یک اختلال پوستی نادر است که به صورت اتوزومال غالب به ارث می‌رسد. شیوع آن از ۱۰۰۰ تا ۱۰۰۰۰ مورد در سراسر جهان تخمین زده می‌شود. این بیماری به صورت بالینی و در حضور همزمان برجستگی امگا شکل ناخن و ضخیم شدن دردناک کف دست و پا تشخیص داده می‌شود. ضایعات معمولاً در طی ماه‌های اول پس از تولد یا در طی چند سال اول زندگی به وجود می‌آیند. تظاهرات دیگر پاکونیشیا عبارتند از لک‌های سفید در دهان، برجستگی‌های پوست مرغی، تعریق زیاد کف دست و پا، کیست‌های پوستی و دندان‌های جنینی.

## ژنتیک
پاکونیشیا کانژنیتا توسط جهش‌های منفی غالب در ژن‌های کدکننده کراتین‌ها شامل کراتین a6، b6، c6، ۱۶ و ۱۷ ایجاد می‌شود که بر روی کروموزوم ۱۲ و ۱۷ قرار دارند. کراتین‌ها فیلامان‌های پروتئینی بینابینی ای هستند که شبکه‌های سیتواسکلتی را تشکیل می‌دهد و از هسته سلول تا غشای پلاسمایی گسترش یافته‌اند. کراتین‌ها برای ایجاد یکپارچگی ساختاری و انعطاف‌پذیری سلول‌های اپیدرمی ضروری هستند.

## درمان
درمان‌های پیشنهادی برای این بیماری بیشتر بر روی کاهش ضایعات ناخن، کف دست و پا، کنترل درد، تعریق و عفونت ثانویه تأکید دارند. درمان‌های موجود عبارتند از: استفاده از ارتوپدی مثل کفی و بالشتک؛ آنتی‌بیوتیک خوراکی و موضعی و عوامل ضد قارچ؛ گاباپنتین موضعی؛ حذف جراحی کیست‌های پوستی؛ تزریق سم بوتولینوم؛ درمان‌های مکانیکی مانند سوهان زدن، سنگ زنی و برش پوست اضافه ناحیه دست و پا، کوتاه کردن و سوهان زدن ناخن ها؛ مداخلات جراحی شامل حذف ضایعات پوست و حذف ناخن؛ استفاده از کراتولیتیک‌های موضعی، نرم‌کننده‌ها و مرطوب‌کننده ها؛ رتینوئیدی خوراکی و موضعی؛ سیرولیموس خوراکی و موضعی و siRNA موضعی یا تزریقی.
اخیراً پروتکل درمانی جدید تری ارائه شده که با کاهش معنی دار علایم همراه است (مرکز پوست، بیمارستان شهدای تجریش)